# Vida Brest
Vida Brest [vída brést], s pravim imenom Majda Peterlin [májda peterlín], slovenska pisateljica, pesnica, novinarka, urednica, učiteljica, pripadnica narodnoosvobodilnega boja, * 21. julij 1925, Šentrupert, Trebnje, † 10. november 1985, Golnik.

### Življenje
Rodila se je v družini s šestimi otroki. Po končani petletni redni šoli, se je želela vpisati na gimnazijo, a zaradi predvojne gospodarske krize doma ni bilo denarja za šolanje. Že kot otrok je pisala pesmi. Zbrala jih je šestinštirideset.
Pri sedemnajstih letih je Vida Brest odšla v NOB, po 2. svetovni vojni pa je postala novinarka, urednica Ljudske pravice in delala v založbi Mladinska knjiga. Opravila je več učiteljskih izpitov, da je lahko poučevala v šolah v Dolu pri Ljubljani, v Tuhinju in v Ljubljani.
Skupaj s Francetom Bevkom, Tonetom Seliškarjem, Antonom Ingoličem, Kristino Brenk in Elo Peroci, sodi v skupino ustvarjalcev, ki so z obiski po šolah motivirali učence za branje slovenske književnosti.

### Zanimivosti
Doma so imeli pekarno, zato so jo v vasi klicali Pekova Majda. Ker je zelo rada pisala, si je nekoč kupila zvezek, da bi vanj zapisovala svoje verze in pesmi. Prosila je prijateljico, da z lepopisom piše pesmi po njenem nareku. Zvezek, kateremu je priložila prošnjo za vpis na gimnazijo, je dala župniku.

### Delo
Vida Brest je delala je kot novinarka, urednica in učiteljica, kasneje se je posvetila predvsem pisanju.
Osrednja tematika njenega pripovedništva so avtobiografska doživetja iz NOB – Majhen človek na veliki poti – za to delo je prejela Levstikovo nagrado, v njem jedrnato opisuje dogajanje v vojni skozi oči mlade partizanke. Pisala je tudi sodobne fantastične pripovedi – Veliki čarovnik Ujtata, ki je bil ponatisnjen ob njeni 80-letnici rojstva, nato pa se je bolj posvetila pisanju za mladino; pisala je o materinski ljubezni, snov je jemala iz ljudskega izročila, ter otroškega in živalskega sveta. Znana mladinska dela so: Ptice in grm], [[Prodajamo za gumbe (iz dela Veliki čarovnik Ujtata) in izbor Teci, teci, soncu reci.
Njene prve pesmi so izšle v partizanskem tisku, propagandni odsek Cankarjeve brigade pa je natisnil njeno prvo zbirko štirinajstih pesmi. Najboljše izmed njenih pesmi,  so izšle v zbirki Tiho, tiho, srce – iz zapuščine jih je uredil Ivan Minatti, enakovredno likovno podobo pa dodal ilustrator Lucijan Reščič.
Vida Brest je sanjala je o veseli mladosti, o brezskrbnih otroških dneh, da ne bi bilo lakote in revščine, zato so prva dela nastajala v veri v boljši svet. Pesmi o šoli (Prvikrat v šolo, Lastovičja šola, Zdravo, šola) so izraz njene želje po znanju in izobrazbi. Veliko njene literature je namenjene otrokom, saj jih je razumela in se ves čas trudila vstopiti v njihov svet. Njena dela so zelo subjektivna, kar je čutila, je tudi zapisala.

### Poezija
- 16 pesmi Vide Brest (1944) (COBISS)
- Pesmi (1947) (COBISS)
- Mihčeve pesmi (1951) (COBISS)
- Teci, teci, soncu reci (1986) (COBISS)
- Tiho, tiho srce (1995) (COBISS)

### Proza
- Naša brigada jim je voščila božič (Tovariš, št. 37, 1952)
- Pravljica o mali Marjetici, zajčku, medvedu in zlati pomladi (1951,1958) (COBISS)
- Ptice in grm (1955, 1961) (COBISS)
- Orehovo leto (1955, 1972) (COBISS)
- Popotovanje v Tunizijo (1967) (COBISS)
- Veliki čarovnik Ujtata (1974) (COBISS)
- Prodajamo za gumbe (1976) (COBISS)
- Majhen človek na veliki poti (1983) (COBISS)
- Mala Marjetica in gozdni mož (1985) (COBISS)
- Teci, teci, soncu reci (izbor pesmi in proze, uredil Niko Grafenauer, 1986) (COBISS)